# Adelardo Rodríguez
Adelardo Rodríguez Sánchez, často zvaný pouze Adelardo (* 26. září 1939, Badajoz) je bývalý španělský fotbalista. Nastupoval především na postu záložníka.
Se španělskou reprezentací vyhrál mistrovství Evropy roku 1964, byť na závěrečném turnaji nenastoupil. Hrál též na mistrovství světa 1962 a 1966. V národním týmu působil v letech 1962–1970 a nastoupil ve 14 zápasech, v nichž vstřelil 2 branky.
S Atléticem Madrid vyhrál Pohár vítězů pohárů 1961/62 a Interkontinentální pohár 1974 (Atlético bylo tehdy vysláno do souboje o tuto trofej namísto vítěze PMEZ Bayernu Mnichov, jakožto poražený finalista). Třikrát se s Atléticem stal mistrem Španělska (1965/66, 1969/70, 1972/73) a pětkrát získal španělský pohár (1959/60, 1960/61, 1964/65, 1971/72, 1975/76).